# Saccoloma
Saccoloma, rod papratnjča smješten u porodicu Saccolomataceae, dio je reda osladolike.  Postoje 12 vrsta rasprostrnjenih po Americi (od Meksika do Argentine),
U njega se učestalo uključuju i vrste roda Orthiopteris iz zapadnog Pacifika, tropske Azije i Madagaskara

## Vrste
1. Saccoloma brasiliense (C.Presl) Mett.
2. Saccoloma domingense (Spr.) Prantl
3. Saccoloma elegans Kaulf.
4. Saccoloma galeottii (Fée) A.Rojas
5. Saccoloma inaequale (Kunze) Mett.
6. Saccoloma laxum R.C.Moran & B.Øllg.
7. Saccoloma membranaceum Mickel
8. Saccoloma moranii A.Rojas
9. Saccoloma nigrescens (Mett.) A.Rojas
10. Saccoloma quadripinnatum A.Rojas
11. Saccoloma squamosum R.C.Moran
12. Saccoloma sunduei A.Rojas

## Vanjske poveznice
|  | Zajednički poslužitelj ima još gradiva o temi Saccoloma |
|  | Wikivrste imaju podatke o taksonu Saccoloma             |